# Lok-Sabha-Wahlkreis Chennai South
Der Lok-Sabha-Wahlkreis Chennai South (bis 2004 Madras South) ist ein Wahlkreis bei den Wahlen zur Lok Sabha, dem Unterhaus des indischen Parlaments. Er liegt im Bundesstaat Tamil Nadu, besteht seit 1957 und umfasst den Südteil der Metropole Chennai (Madras).
Bei der letzten Wahl zur Lok Sabha waren 1.795.780 Einwohner wahlberechtigt.

## Letzte Wahl
Die Wahl zur Lok Sabha 2014 hatte folgendes Ergebnis:
| Kandidat              | Partei                | Stimmen |
| --------------------- | --------------------- | ------- |
| J. Jayavardhan        | AIADMK                | 40,0 %  |
| T. K. S. Elangovan    | DMK                   | 27,5 %  |
| La. Ganesan           | BJP                   | 23,8 %  |
| S. V. Ramani          | INC                   | 2,2 %   |
| M. Jahir Hussain      | AAP                   | 1,6 %   |
| Sonstige              | Sonstige              | 3,0 %   |
| Keiner der Kandidaten | Keiner der Kandidaten | 1,9 %   |

## Wahl 2009
Die Wahl zur Lok Sabha 2009 hatte folgendes Ergebnis:
| Kandidat       | Partei   | Stimmen |
| -------------- | -------- | ------- |
| C. Rajendran   | AIADMK   | 42,4 %  |
| R. S. Bharathy | DMK      | 37,9 %  |
| V. Gopinath    | DMDK     | 9,2 %   |
| La. Ganesan    | BJP      | 5,9 %   |
| E. Sarath Babu | Unabh.   | 2,2 %   |
| Sonstige       | Sonstige | 2,4 %   |

## Bisherige Abgeordnete
| Wahl  | Name                 | Partei | Stimmen |
| ----- | -------------------- | ------ | ------- |
| 1957  | T. T. Krishnamachari | INC    | 45,9 %  |
| 1962  | Royapuram Manoharan  | DMK    | 44,7 %  |
| 1967  | C. N. Annadurai      | DMK    | 59,4 %  |
| 1967* | Murasoli Maran       | DMK    | 62,2 %  |
| 1971  | Murasoli Maran       | DMK    | 52,1 %  |
| 1977  | R. Venkataraman      | INC    | 50,8 %  |
| 1980  | R. Venkataraman      | INC(I) | 60,3 %  |
| 1984  | Vyjayantimala Bali   | INC    | 51,9 %  |
| 1989  | Vyjayantimala Bali   | INC    | 53,9 %  |
| 1991  | R. Sreedharan        | AIADMK | 56,7 %  |
| 1996  | T. R. Baalu          | DMK    | 62,0 %  |
| 1998  | T. R. Baalu          | DMK    | 48,2 %  |
| 1999  | T. R. Baalu          | DMK    | 60,0 %  |
| 2004  | T. R. Baalu          | DMK    | 60,4 %  |
| 2009  | C. Rajendran         | AIADMK | 42,4 %  |
| 2014  | J. Jayavardhan       | AIADMK | 40,0 %  |

*) Nachwahl

## Wahlkreisgeschichte

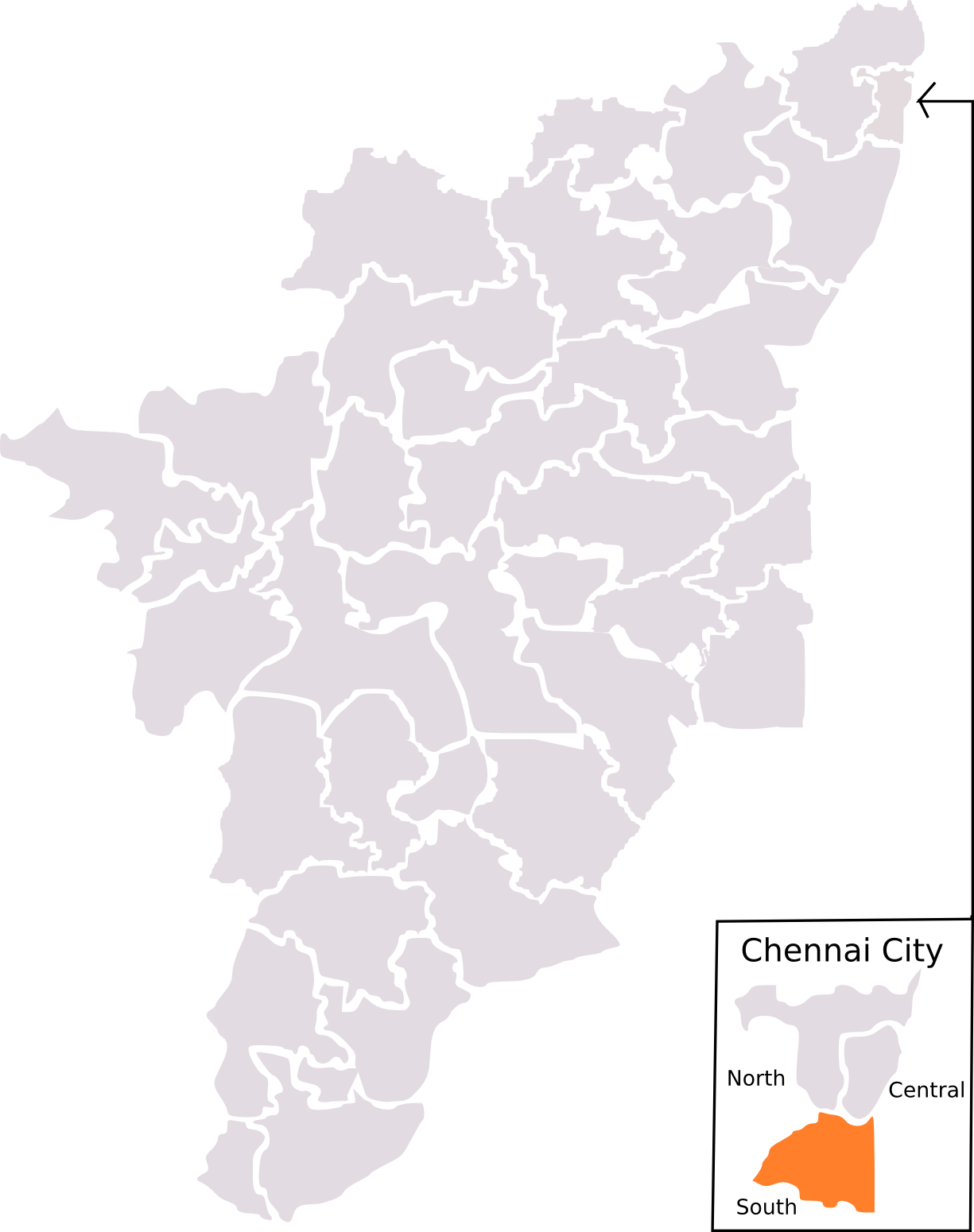
Der Wahlkreis Madras South von 1971 bis 2004

Der Wahlkreis Madras South entstand zur Lok-Sabha-Wahl 1957, als der vormalige Wahlkreis Madras in die Wahlkreise Madras South und Madras North aufgeteilt wurde. Zur Lok-Sabha-Wahl 1977 entstand aus Teilen der Wahlkreise Madras South und Madras North der neue Madras Central. Im Zuge der Neuordnung der Wahlkreise im Vorfeld der Lok-Sabha-Wahl 2009 wurde der Zuschnitt des Wahlkreises Madras South geändert. Gleichzeitig wurde er in Chennai South umbenannt.